# Jim Allchin
James Edward Allchin, plus connu sous le nom de Jim Allchin, né à Grand Rapids, Michigan en 1951, est un ex informaticien américain de Microsoft devenu musicien professionnel (guitariste, compositeur).

## Carrière
Allchin étudie à l'Université de Floride, décroche un master à l'Université Stanford en 1980, puis intègre le Georgia Institute of Technology où il obtient un doctorat en informatique.
Il est employé par la firme Banyan Systems, où il travaille sur le système d'exploitation de réseau Vine (Virtual Integrated NEtwork Service). Allchin devient Senior-Vice President et CTO de Banyan. Il est recruté par Microsoft en 1990 et dirige le développement du système d'exploitation Windows.
Il est nommé vice-président de la division plateformes, et fait partie de la « Senior Leadership Team » de Microsoft aux côtés de Bill Gates et Steve Ballmer. À partir de septembre 2005, il occupe avec Kevin Johnson le poste de coprésident de la division plateformes et services. Il prend sa retraite en janvier 2007, après la sortie de Windows Vista.

## Discographie
Jim Allchin était d'abord un guitariste amateur et a réalisé en 2009 un premier album intitulé Enigma. Il a ensuite produit d'autres albums qui ont été produits et distribués à plus grande échelle. Voici sa discographie :
- Enigma (2009)
- Overclocked (2011)
- QED (2013)
- Bad Decisions (2017)